# Kameyama (Mie)
Kameyama (亀山市 -shi) é uma cidade japonesa localizada na província de Mie.
Em 2003 a cidade tinha uma população estimada em 39 773 habitantes e uma densidade populacional de 358,22 h/km². Tem uma área total de 111,03 km².
Recebeu o estatuto de cidade a 1 de Outubro de 1954.